# Raión de Kadui
El raión de Kadui (ruso: Ка́дуйский райо́н) es un distrito administrativo (raión) ruso perteneciente a la óblast de Vólogda. Se ubica en el suroeste de la óblast. Su capital es Kadui.
En 2023, el raión tenía una población de 16 512 habitantes. Comprende un conjunto de áreas, principalmente rurales, ubicadas entre 30 y 100 km al noroeste de Cherepovets. El río Suda atraviesa el territorio distrital de noroeste a sureste.

## Subdivisiones
Comprende los asentamientos de tipo urbano de Kadui (la capital) y Jojlovo y doscientas localidades rurales. Las dos localidades urbanas, ambas ubicadas en la esquina suroriental del raión, albergan a cuatro quintas partes de la población distrital. Tan solo tres de las doscientas localidades rurales superan los doscientos habitantes, y la mayor parte del territorio está formado por zonas despobladas o casi despobladas. Debido a esta concentración urbana, desde 2022 el autogobierno local del raión toma la forma jurídica de ókrug municipal, de forma que un solo ayuntamiento con sede en Kadui ejerce su jurisdicción sobre todo el raión.
Antes de 2022, el raión se dividía en cuatro subdivisiones de autogobierno local: los ayuntamientos urbanos de Kadui y Jojlovo y los asentamientos rurales de Nikólskoye y "Semizerye" (con sede en Málaya Rukavítskaya).